# Sefton Delmer
Denis Sefton Delmer (24 mai 1904 - 4 septembre 1979) est un journaliste britannique et propagandiste pour le compte du gouvernement britannique.

## Jeunes années
Sefton Delmer naquit à Berlin en Allemagne. Son père, Frederick Sefton Delmer, était un Australien qui enseignait l'anglais à l'université de Berlin et qui, au déclenchement de la Première Guerre mondiale, fut interné comme ressortissant d'un pays ennemi. En 1917, Frederick Delmer et sa famille furent autorisés à se rendre en Angleterre.
Sefton étudia au Lincoln College, à Oxford, où il obtint un « second class degree » en allemand.

## Débuts de carrière et activités pendant la guerre
Après avoir quitté l'université, il travailla comme journaliste indépendant, puis le Daily Express le recruta comme chef de son nouveau bureau à Berlin. Pendant ce séjour en Allemagne, il se lia d'amitié avec Ernst Röhm, qui lui fournit l'occasion de devenir le premier journaliste britannique à interroger Adolf Hitler.
Lors des élections présidentielles de 1932, Delmer voyagea en compagnie de Hitler, dans l'avion privé de celui-ci. Quand Hitler inspecta le Reichstag incendié, Delmer était également avec lui... Durant cette période, Delmer fut critiqué comme sympathisant du nazisme et le gouvernement britannique pensa un certain temps qu'il était à la solde du régime nazi. Chose piquante, les dirigeants nazis étaient persuadés que Delmer était membre des services secrets britanniques - ses dénégations ne servirent qu'à les renforcer dans l'opinion qu'il était non seulement un membre de ces services, mais un membre important.
En 1933, Delmer fut envoyé en France comme chef du bureau parisien du Daily Express. En 1935, il épousa Isabel Nicholas (elle épousa plus tard le compositeur Constant Lambert et, après la mort de celui-ci, se remaria en 1955 avec le compositeur Alan Rawsthorne). Delmer couvrit d'importants évènements européens, notamment la guerre civile espagnole, l'invasion de la Pologne par l'Allemagne en 1939 et l'offensive allemande à l'ouest en 1940.
Delmer retourna en Angleterre et travailla un certain temps comme commentateur au service allemand de la BBC. Quand Adolf Hitler, le 19 juin 1940, eut fait diffuser un discours, prononcé au Reichstag, où il faisait des offres de paix à la Grande-Bretagne, Delmer répondit immédiatement sur les ondes que les Britanniques renvoyaient ce discours sur "les dents menteuses et puantes" de Hitler.
En septembre 1940, il fut recruté par le Political Warfare Executive (PWE) pour organiser des émissions de propagande noire en direction de l'Allemagne nazie. Son premier, et considérable, succès fut un poste d'émissions intitulé Gustav Siegfried Eins, qui vit le jour peu après le vol de Rudolf Hess en Angleterre en 1941. Gustav Sigfried Eins mettait en scène Der Chef, un nazi impénitent, qui décriait aussi bien Churchill (« ce pied-plat d'enfant de Juif alcoolique ») que les « bolcheviques de l'intérieur » ("Parteikommune", les communistes dans le parti nazi) qui trahissaient la révolution nazie. Quand Stafford Cripps eut vent des aspects pornographiques de la production de Delmer, il écrivit à Anthony Eden, ministre des Affaires étrangères : « Si ceci est la sorte de chose dont nous avons besoin pour gagner la guerre, je préfère la perdre »."
Soldatensender Calais fut une autre station de radio clandestine dirigée par Delmer pour influencer les forces armées allemandes. Émettant depuis Crowborough, Soldatensender Calais diffusait une combinaison de bonne musique, de « reportages » sur la guerre et de « crasse », c'est-à-dire d'éléments insérés pour démoraliser les forces allemandes. Les fictions de la propagande de Delmer incluaient par exemple des rumeurs selon lesquelles, pendant que des soldats allemands servaient loin du pays, leurs femmes couchaient avec des travailleurs étrangers. Delmer supervisait aussi la production d'un quotidien germanophone « gris », intitulé Nachrichten für die Truppe, dont les textes étaient en grande part basés sur les émissions du Soldatensender. Nachrichten était disséminé chaque matin au-delà des lignes de front allemandes par le Special Leaflet Squadron de l' US 8th Air Force.

## Carrière ultérieure et retraite
Après la Seconde Guerre mondiale, Delmer devint reporter en chef pour les questions étrangères au Daily Express. Pendant les quinze années qui suivirent, il couvrit à peu près tous les évènements importants de l'actualité étrangère pour ce journal. En 1959, Lord Beaverbrook congédia Delmer, qui se retira à Lamarsh, dans l'Essex, près de Little Sampford, où son ex-épouse Isabel vivait avec son troisième époux. Il écrivit deux volumes d'autobiographie, Trail Sinister (1961), Black Boomerang (1962) et plusieurs autres livres, parmi lesquels Weimar Germany (1972) et The Counterfeit Spy (1973).
Sefton Delmer mourut à Lamarsh, Essex, en 1979.

## Publications
- (en) Trail Sinister, an autobiography, Londres, MacDonald, 1961.
- (en + fr) Black Boomerang, 1962, tr. fr. Opération Radio-Noire, éd. "J'ai lu leur aventure" n° A96/97, 1965.
- La République de Weimar, traduit de l’anglais par F. Didier-Lauber, Lausanne, Éditions Rencontre, 1971.